# Bendestorf
Bendestorf település Németországban, azon belül Alsó-Szászország tartományban. Lakosainak száma 2282 fő (2023. december 31.). Bendestorf Seevetal, Harmstorf és Jesteburg községekkel határos.

## Népesség
A település népességének változása:
| Lakosok száma | 2387 | 2427 | 2396 | 2308 | 2331 | 2282 |
|               | 2016 | 2017 | 2019 | 2021 | 2022 | 2023 |

## Nevezetességek
- Bendestorfi Filmmúzeum
- Templom (az építés éve: 1964)
- Vízimalom